# ФК Брегенц
СК Брегенц је аустријски спортски клуб из Брегенца, основан 27. јуна 2005. године, дан после гашења ФК Шварц-Вајс Брегенца, који је због банкрота прешао у 5. лигу. Боје су плава и бела, а спонзор је од фебруара 2006. постала швајцарска прехрамбена индустрија пића Ривела. Од 2007. је у 3. лиги. Игра на Казино стадиону, који прима око 11 000 гледалаца.

## Успеси
- Прваци 5. западне лиге: 2006
- Прваци 4. западне лиге: 2007